# Yeniçiftlik, Tire
Yeniçiftlik là một xã thuộc huyện Tire, tỉnh İzmir, Thổ Nhĩ Kỳ. Dân số thời điểm năm 2010 là 591 người.